# Otto von Mühlenfels
Otto Ludwig von Mühlenfels (* 21. März 1845 in Naumburg; † 17. Juli 1918 in Friedrichroda) war ein deutscher Jurist und Eisenbahnbeamter.

## Leben

### Herkunft
Otto von Mühlenfels war der älteste Sohn des Königlich preußischen Geheimen Justiz- und Oberappellations-Gerichtsrates Ludwig von Mühlenfels (1793–1861) und Luise, geb. Guticke (1823–1872).
Sein jüngerer Bruder Seth Max von Mühlenfels (* 1853) war als Oberst u. a. Kommandeur des Infanterie-Regiment 95. Auch sein jüngster Bruder Karl Ludwig (1855–1920) durchlief eine soldatische Laufbahn und stieg bis zum Generalleutnant auf.

### Werdegang
Otto von Mühlenfels besuchte Gymnasien in Greifswald und Halle, bevor er von 1863 bis 1866 ein Studium der Rechtswissenschaften an den Universitäten Heidelberg, Greifswald und Berlin absolvierte. Er kam an das Kreisgericht Halle.
Er nahm am Deutsch-Französischen Krieg 1870/71 teil und wurde bei Wörth verwundet.
Im Dezember 1871 wurde er Gerichtsassessor und trat am 15. April 1873 in den Eisenbahndienst ein. Er kam zur Eisenbahndirektion Saarbrücken und wurde hier 1877 Direktionsmitglied. Es folgte seine Versetzung zur Eisenbahndirektion Frankfurt. 1880 übernahm er die Leitung des neu eingerichteten Betriebsamtes Thorn und wurde ein Jahr später mit der Einrichtung und Leitung des Betriebsamtes Magdeburg-Halberstadt betraut. 1881 wird der zum Regierungsrat ernannt. Auf Veranlassung der Preußischen Ministers der öffentlichen Arbeit Albert von Maybach wurde von Mühlenfels am 1. April 1883 als Mitglied in die Direktion der Braunschweigischen Eisenbahngesellschaft gewählt. Er sollte die Verstaatlichung vorantreiben, was Ende März 1885 durchgeführt wurde. Am 1. April 1885 wurde er erst zum kommissarischen Präsident der neu entstandenen Eisenbahndirektion und im Jahr darauf mit der Auflösung der Eisenbahndirektion zum 1. April 1886 zum Direktor des kurze Zeit vorher eingerichteten Betriebsamtes Braunschweig der Königlichen Eisenbahndirektion Magdeburg ernannt.
Es folgte am 1. März 1889 seine Berufung in das Preußische Finanzministerium, wo er am 1. Juli 1889 Vortragender Rat wurde. Er gehörte zwar zur Abteilung für die direkten Steuern, war aber als Kommissar des Finanzministers bei der Erarbeitung des Kleinbahngesetzes aktiv. 1891 definierte er in seinem Artikel den Begriff der Kleinbahn.
1893 verließ er als Geheimer Finanzrat das Preußische Finanzministerium und wurde am 1. Mai 1893 Eisenbahn-Direktionspräsident der Großherzoglich Oldenburgischen Eisenbahn. In dieser Position blieb er bis 7. Juli 1899. Er musste sein Amt aufgrund schwerer Konflikte mit dem Oldenburgischen Landtag niederlegen und übergab die Aufgabe an Otto Graepel. Am 17. Januar 1894 hatte er das Ritterkreuz II. Klasse des Oldenburgischen Haus- und Verdienstordens erhalten. Bis dahin hatte er u. a. auch den Roten Adlerorden III. Klasse mit der Schleife und das Ritterkreuz I. Klasse des Herzoglich Braunschweigschen Orden Heinrichs des Löwen erhalten.
Von 1899 bis zu seinem Tod 1918 war er Herausgeber der Zeitschrift des Vereins Deutscher Eisenbahnverwaltungen.
1902 nahm er am Deutschen Kolonialkongress teil. Von Mühlenfels war Mitglied des Allgemeinen Deutschen Sprachvereins und war Mitbegründer des Zweigvereins Groß-Berlin. Hier war er 12 Jahre Vorsitzender und wurde dort zum Ehrenmitglied.
Er litt seit längerem an einem Herzleiden, was ihn kurz vor seinem Tod zu einem Kuraufenthalt in einem Sanatorium in Friedrichroda zwang und wo er im Juli 1918 starb.

### Familie
Otto von Mühlenfels heiratete am 23. Oktober 1873 Emmy Karoline Kettembeil (* 1848). Das Paar hatte zwei Söhne, wobei der Älteste bereits mit 17 Jahren 1892 starb.

## Werke (Auswahl)
- Die Haftpflicht der Eisenbahnen und die Unfallversicherung. Reimer, Berlin, 1884.
- Die Entstehungsgeschichte der ersten deutschen Staatsbahn. In: Archiv für Eisenbahnwesen, 1889, S. 42 ff.
- Die Bedeutung der Eisenbahnen unterster Ordnung. In: Preußische Jahrbücher, Band 68, Hermann Walther, Berlin, 1891, S. 367–395.
- Die Fortentwicklung des Kleinbahnwesens. In: Preußische Jahrbücher, Band 71, Hermann Walther, Berlin, 1893, S. 153–156.
- Herausgeber des Handbuchs für den Eisenbahn-Güterverkehr, Band 1, Barthol & Company (W. Lobeck), 1905 und 1907.